# Valladolises y Lo Jurado
Valladolises y Lo Jurado ist ein Vorort (Pedanía) in der autonomen Gemeinschaft Murcia in Spanien. Er gehört der Provinz Murcia und dem gleichnamigen Municipio an. Im Jahr 2023 lebten 762 Menschen in Valladolises y Lo Jurado, von denen 362 männlich und 380 weiblich waren.
Ein Wohnplatz von  ist Cabecico del Rey.

## Lage
Valladolises y Lo Jurado liegt etwa 32 Kilometer südlich von Murcia und etwa 27 Kilometer nordwestlich von Cartagena.